# تامي ميلر
تامي ميلر (بالإنجليزية: Tammy Miller)‏ هي لاعب هوكي الحقل بريطانية، ولدت في 21 يونيو 1967 في ستوكبورت في المملكة المتحدة.

## وصلات خارجية
- تامي ميلر على موقع الاتحاد الدولي للهوكي (الإنجليزية)
- تامي ميلر على موقع اللجنة الأولمبية الدولية (الإنجليزية)
- تامي ميلر على موقع أوليمبيديا (الإنجليزية)
- تامي ميلر على موقع اللجنة الأولمبية البريطانية (الإنجليزية)